# Carlos Valencia
Carlos Alberto Valencia Paredes (ur. 28 kwietnia 1989 we Floridzie) – kolumbijski piłkarz występujący na pozycji prawego obrońcy, obecnie zawodnik meksykańskiego Chiapas.

## Kariera klubowa
Valencia pochodzi z miejscowości Florida, położonej na przedmieściach Cali. Treningi piłkarskie rozpoczynał w wieku ośmiu lat, jest wychowankiem szkółki juniorskiej Escuela Tucumán San Joaquín, prowadzonej przez José Luisa „Tucumano” Cruza – byłego argentyńskiego piłkarza osiadłego w Kolumbii. Bezskutecznie starał się o przyjęcie do akademii klubu Deportivo Cali, lecz w styczniu 2006, za pośrednictwem kontaktów Cruza, udał się na testy do czołowego klubu Ameryki Południowej – argentyńskiego Club Atlético River Plate ze stołecznego Buenos Aires. Talent szesnastoletniego, szybkiego i dobrze wyszkolonego technicznie ofensywnego pomocnika szybko został zauważony w River, dzięki czemu gracz pozostał w ekipie, w międzyczasie zostając przekwalifikowanym na bocznego obrońcę. Do seniorskiego zespołu został włączony w wieku osiemnastu lat przez szkoleniowca Daniela Passarellę, w argentyńskiej Primera División debiutując 10 listopada 2007 w przegranym 1:2 spotkaniu z Huracánem. W barwach River rozegrał jednak tylko dwa spotkania.
W marcu 2008 Valencia, mimo zainteresowania ze strony klubów hiszpańskich i tureckich, podpisał trzyipółletnią umowę z francuskim drugoligowcem Dijon FCO. Tam spędził kolejny rok, jednak nie potrafił się przebić do wyjściowej jedenastki i zanotował zaledwie pięć ligowych występów, walcząc głównie o utrzymanie w rozgrywkach. W późniejszym czasie powrócił do Argentyny, zostając graczem Estudiantes La Plata, gdzie już w debiucie, 17 maja 2009 w wygranej 5:1 konfrontacji z Independiente, strzelił swojego premierowego gola w lidze. Nawet mimo udanego początku, nie udało mu się jednak zostać podstawowym graczem drużyny Alejandro Sabelli i występował niemal wyłącznie w rezerwach, wobec czego po upływie kilku miesięcy odszedł do niżej notowanego Godoy Cruz Antonio Tomba. Tam zanotował nieudany, półroczny pobyt, będąc głównie rezerwowym, po czym klub rozwiązał z nim kontrakt.
Wiosną 2010 Valencia jako wolny zawodnik przeszedł do paragwajskiego zespołu Sportivo Luqueño z miasta Luque. W paragwajskiej Primera División zadebiutował 31 stycznia 2010 w przegranym 2:3 meczu ze Sportem Colombia, natomiast jedyną bramkę zdobył 16 maja tego samego roku w zremisowanym 3:3 pojedynku ze Sportivo Trinidense. W barwach Luqueño spędził sześć miesięcy jako podstawowy zawodnik, po czym przeniósł się do beniaminka ligi portugalskiej – Portimonense SC, z którym podpisał dwuletni kontrakt. Nie zdołał jednak rozegrać żadnego spotkania dla klubu z siedzibą w Portimão i już po pół roku powrócił do ojczyzny, zasilając drużynę Deportivo Cali. W tamtejszej Categoría Primera A zadebiutował 15 maja 2011 w wygranym 1:0 spotkaniu z Atlético Junior. Po zaledwie dwóch występach w lidze został piłkarzem ekipy Atlético Huila z miasta Neiva, gdzie jednak kontynuował złą passę i również pozostawał głębokim rezerwowym.
W lipcu 2012 Valencia zasilił spadkowicza z drugiej ligi argentyńskiej – stołeczny klub Chacarita Juniors, gdzie przez sześć miesięcy rozegrał zaledwie jeden występ na trzecim poziomie rozgrywek. Bezpośrednio po tym przez pół roku pozostawał bez klubu, po czym rękę wyciągnął do niego chilijski drugoligowiec Deportes Copiapó. Tam odbudował swoją formę i mając niepodważalne miejsce w wyjściowym składzie został czołowym piłkarzem rozgrywek, co po roku zaowocowało transferem do rodzimego Independiente Medellín. Już w pierwszym, jesiennym sezonie Finalización 2014, jako podstawowy piłkarz wywalczył z nim wicemistrzostwo Kolumbii i sukces ten powtórzył również pół roku później, w wiosennym sezonie Apertura 2015. Ponadto 21 maja 2015 w zremisowanej 2:2 konfrontacji z Atlético Junior po raz pierwszy wpisał się na listę strzelców w lidze kolumbijskiej.
Wiosną 2016 Valencia został wypożyczony do zespołu Millonarios FC ze stołecznej Bogoty, gdzie jednak nie wystąpił w żadnym ligowym spotkaniu i już po sześciu miesiącach zdecydowano skrócić jego roczną umowę wypożyczenia. Bezpośrednio po tym wyjechał do Meksyku, przenosząc się do ekipy Chiapas FC z miasta Tuxtla Gutiérrez, w którego barwach 20 sierpnia 2016 w przegranym 2:3 meczu z Morelią zadebiutował w tamtejszej Liga MX.
| Sezon     | Klub                     | Kraj       | Rozgrywki               | Mecze | Bramki |
| --------- | ------------------------ | ---------- | ----------------------- | ----- | ------ |
| 2007/2008 | CA River Plate           | Argentyna  | Primera División        | 2     | 0      |
| 2007/2008 | Dijon FCO                | Francja    | Ligue 2                 | 3     | 0      |
| 2008/2009 | Dijon FCO                | Francja    | Ligue 2                 | 2     | 0      |
| 2008/2009 | Estudiantes La Plata     | Argentyna  | Primera División        | 2     | 1      |
| 2009/2010 | Godoy Cruz Antonio Tomba | Argentyna  | Primera División        | 6     | 0      |
| 2010      | Sportivo Luqueño         | Paragwaj   | Primera División        | 16    | 1      |
| 2010/2011 | Portimonense SC          | Portugalia | Primeira Liga           | 0     | 0      |
| 2011      | Deportivo Cali           | Kolumbia   | Liga Águila             | 2     | 0      |
| 2012      | Atlético Huila           | Kolumbia   | Liga Águila             | 2     | 0      |
| 2012/2013 | Chacarita Juniors        | Argentyna  | Primera B Metropolitana | 1     | 0      |
| 2013/2014 | Deportes Copiapó         | Chile      | Primera B               | 29    | 3      |
| 2014      | Independiente Medellín   | Kolumbia   | Liga Águila             | 16    | 0      |
| 2015      | Independiente Medellín   | Kolumbia   | Liga Águila             | 25    | 1      |
| 2016      | Millonarios FC           | Kolumbia   | Liga Águila             | 0     | 0      |
| 2016/2017 | Chiapas FC               | Meksyk     | Liga MX                 |       |        |